# Sterna striata
Sterna striata е вид птица от семейство Sternidae.

## Разпространение
Видът е разпространен в Австралия и Нова Зеландия.